# Mariano Pittana
Mariano Pittana (Morsano al Tagliamento, 9 settembre 1908 – Udine, 4 maggio 1986) è stato un architetto italiano.

## Biografia
Pittana si laurea all’Istituto universitario di architettura di Venezia nel novembre 1933. Chiamato al servizio militare, inizia a lavorare in Africa orientale, ad Addis Abeba, all’ufficio del genio civile dove progettò l’ampliamento dell’ospedale Duca degli Abruzzi, il Cinema Impero, il mercato indigeno, il palazzo per la sede dell’Ente Cotone e numerosi edifici commerciali e di abitazione.
È stato ufficiale durante la Seconda Guerra Mondiale in Abissinia durante la quale trascorre cinque anni in un campo di prigionia degli inglesi in Kenya.
Al rientro in patria lavora prima a Milano e poi si trasferì a Udine, aprendo uno studio d'architettura.
A Udine progetta vari condomini e numerose case popolari per l'Istituto Nazionale delle Assicurazioni (INA), Casa di Udine, tutt'ora funzionanti.
Nel 1948 vince il concorso nazionale per la realizzazione del Centro Studi di Pordenone (1948).
L'archivio Alinari per la fotografia di Firenze ospita il Fondo Pittana, che include delle immagini della Guerra d'Etiopia scattate da Mariano Pittana.